# Hearts Beat Loud
Pour plus de détails, voir Fiche technique et Distribution.
Hearts Beat Loud (littéralement : Les cœurs battent fort) est un film américain réalisé et co-écrit par Brett Haley, sorti en 2018
,.

## Synopsis
Un père et sa fille, Frank et Sam, forment un duo de compositeurs peu probable avant le départ de cette dernière pour l'université.

## Fiche technique
- Titre original : Hearts Beat Loud
- Réalisation : Brett Haley
- Scénario : Brett Haley, Marc Basch
- Photographie :
- Montage : Patrick Colman
- Musique : Keegan DeWitt
- Production : Sam Bisbee, Houston King, Sam Slater
- Sociétés de production : Burn Later Productions, Houston King Productions, Park Pictures
- Sociétés de distribution :
- Pays d'origine :  États-Unis
- Langue originale : anglais
- Lieu de tournage : Red Hook, Brooklyn, New York, État de New York, États-Unis
- Format : couleur
- Genre : Comédie dramatique, musical
- Durée : 97 minutes (1 h 37)
- Dates de sortie :
  -  États-Unis :
    - 26 janvier 2018 au Festival du film de Sundance
    - 14 mars 2018 au South by Southwest
    - 7 avril 2018 au Festival international du film de Cleveland
    - 14 avril 2018 au Sarasota Film Festival
    - 20 avril 2018 au Festival du film d'Atlanta (en)
    - 21 avril 2018 (Louisiana International Film Festival)
    - 29 avril 2018 au Festival international du film RiverRun
    - 5 mai 2018 au Festival du film de Montclair (en)
    - 19 mai 2018 au Festival international du film de Seattle
    - 8 juin 2018
    - 14 juin 2018 au Provincetown International Film Festival

  -  Argentine : 13 avril 2018 au Festival international du cinéma indépendant de Buenos Aires
  -  Australie : 17 juin 2018 au Festival du film de Sydney
  -  Royaume-Uni :
    - 29 juin 2018
    - 3 août 2018

  -  Hong Kong : 23 septembre 2018
  -  Mexique : 2 novembre 2018
  -  Taïwan : 8 novembre 2018

## Distribution
- Nick Offerman : Frank Fisher
- Kiersey Clemons : Sam Fisher
- Sasha Lane : Rose
- Blythe Danner : Marianne Fisher
- Toni Collette : Leslie
- Ted Danson : Dave
- Jesse Patch : Record Customer
- Alex Reznik : Professor Berg
- Rafael Poueriet : Officer Johnson
- Linda Lee McBride : Callie
- Quincy Dunn-Baker : Ryan
- Kim Ramirez : Female Officer
- Will Rogers : Joe
- Jeff Tweedy : Jeff Tweedy
- Michael Abbott Jr. : Emcee (voix)
- Harrison Chad : Jake
- Faith Logan : Student
- Andrea Morales : Student
- Robert Reed Murphy : Barfly
- McManus Woodend : Record Store Patron